# Народная армия

Нарукавные знаки Народной армии

Нарукавные знаки Народной армии

Наро́дная а́рмия (июнь — декабрь 1918 года) — вооружённое формирование КОМУЧа, одно из первых формирований антибольшевистских войск на востоке России во время Гражданской войны. Объединив отдельные небольшие антисоветские отряды Поволжья, Народная армия позволила установить контроль над обширной территорией Поволжья и Прикамья и совместно с командованием Чехословацкого корпуса создать общий антисоветский фронт в Поволжье.
Первоначально строилась на добровольческой основе с 3-месячным сроком службы (как и Добровольческая армия в Первом Кубанском походе), но уже 30 июня была проведена мобилизация мужчин 1897—1898 гг. рождения, что позволило увеличить численность армии с 10 до 30 тыс. чел. В конце июня были развернуты 8 пехотных полков (в июле переименованы в стрелковые). В середине августа была объявлена мобилизация офицеров. По мере расширения контролируемых территорий в армию переходили многие офицеры, проживавшие в этих местах или служившие в красных учреждениях. Так, в Симбирске после взятия города 22 июля из местных офицеров был сформирован батальон, в тот же день выступивший на позиции. Сразу же после взятия Казани в начале августа здесь были сформированы две офицерские роты общей численностью 600—700 чел., в том числе за счёт слушателей находившейся в городе Академии Генерального штаба. В небольших населённых пунктах организовывались роты, затем сводившиеся в батальоны.
Основой для будущей армии послужила подпольная офицерская организация, существовавшая в Самаре с конца 1917 года и насчитывавшая 200—250 членов. Её руководитель подполковник Н. А. Галкин и был назначен начальником Главного штаба формировавшейся Народной армии. Офицерская организация Самары выставила две роты, эскадрон и конную батарею.

## Создание Народной армии
Формирование Народной армии началось 8 июня 1918 года — в день, когда Самара была взята войсками Чехословацкого корпуса, поднявшими восстание в связи с намерением большевиков по требованию германского правительства разоружить и интернировать их. Выступление чехословацких войск создало возможности для организации в Самаре первого антибольшевистского правительства, претендовавшего на всероссийский статус. В это правительство — Комитет членов Всероссийского учредительного собрания (КОМУЧ) — вошли бывшие члены разогнанного большевиками Всероссийского учредительного собрания: эсеры В. К. Вольский (председатель), П. Д. Климушкин, И. М. Брушвит, И. П. Нестеров и Б. К. Фортунатов.
По поводу названия армии П. Д. Климушкин впоследствии вспоминал:
это название [Народная армия] было дано ей не случайно, не из моды и не из пристрастия к некоторым демократическим названиям, а вполне обдуманно, после довольно продолжительного и всестороннего обсуждения. Этим названием мы хотели подчеркнуть не только демократический её состав и происхождение, но и её назначение — служение народу, не одному какому-либо классу или группе…, а всему народу в целом, и в русском понимании этого слова, то есть низам — трудовому народу.
Порядки в молодой армии напоминали современникам времена Керенского: власть начальников имела место лишь в походе и в бою, в остальное же время действовал «Товарищеский дисциплинарный суд». Комитеты были сохранены, а в частях формировались эсеровские ячейки — «глаза и уши» правительства. В Народной армии было отменено ношение погон, и «гражданин-солдат» должен был отдавать честь (воинское приветствие) только своему непосредственному начальнику и только один раз в день.
Итог организаторских попыток эсеров оказался плачевным. Полковник П. П. Петров характеризовал положение дел следующим образом:
Нет распорядительного аппарата, и создать его не из чего; нет во главе авторитетного лица…, нет плана работы хотя бы на первые часы или дни (основы формирования, службы и прочего), самое сумбурное представление об организации военного командования
Уже на следующий день, 9 июня, подполковнику Галкину предложила свои услуги группа офицеров Генерального штаба (в числе которых был и Генерального штаба подполковник Каппель, в тот же день возглавивший Оперативный отдел), и дела пошли лучше.
В тот день была сформирована 1-я добровольческая Самарская дружина численностью 350 человек (сводный пехотный батальон капитана Бузкова (2 роты, 90 штыков), эскадрон конницы (45 сабель) штабс-ротмистра Стафиевского, Волжская конная батарея капитана Вырыпаева (при 2 орудиях и 150 человек), конная разведка, подрывная команда и хозяйственная часть). Начальником штаба дружины стал штабс-капитан М. М. Максимов.
Поначалу возглавить вновь сформированный отряд среди старших чинов никто не решался, поскольку все считали дело заранее обречённым на провал: численность первых добровольческих частей была ничтожна в сравнении с силами красных войск, угрожающих городу. Вызвался только подполковник Каппель.
Монархист по убеждениям, далёкий от взглядов руководителей-эсеров КОМУЧа, В. О. Каппель был уверен, что главной задачей момента была борьба с большевизмом. Для него было не столь важно, под какими лозунгами шла работа КОМУЧа, главное — возможность немедленно вступить в борьбу с советской властью.
По данным В. Е. Шамбарова, ядром формирующейся Народной армии стали бывшие корниловцы-ударники, не пробившиеся на Юг России и осевшие на Волге. Это утверждение является спорным, так как Корниловский полк выступил на Дон из Киева, а Поволжье находится совсем в другой стороне<.
В тот же день, 9 июня, добровольцы под командованием Каппеля выступили к Сызрани, где сосредоточились отошедшие от Самары силы красных.

## Руководство
Приказом КОМУЧа № 1 от 8 июня 1918 г. для осуществления руководства формированием добровольческой Народной армии на подведомственной правительству территории, охраной порядка в городе и губернии, был организован Главный штаб. Начальником штаба и командующим Народной армией был назначен подполковник Н. А. Галкин, членами штаба — военный комиссар Румынского фронта В. Боголюбов (позднее В. И. Лебедев) и член Учредительного собрания Б. К. Фортунатов. С 17 июня командующий Народной армией — поручик (позднее — полковник) С. Чечек, командир группировки Чехословацкого корпуса в районе Пензы—Сызрани—Самары.
С 20 июля Главный штаб стал именоваться Главным военным штабом Народной армии. 29 июля Главный военный штаб Народной армии был упразднён, а все его функции были переданы вновь созданному Военному ведомству. Управляющим Военным ведомством был назначен полковник Галкин.
Поскольку Народная армия создавалась под полным контролем со стороны партии социалистов-революционеров, при её формировании из-за недоверия эсеров к русскому генералитету должность командующего армией учреждена не была, и, по единодушной оценке военных, вся организация «военного штаба» носила характер «замаскированной советской системы», в которой действия военспеца (подполковника Галкина) контролировали два комиссара (Фортунатов и Лебедев).

## Участие в боевых действиях
Первый бой отряда произошёл 11 июня под Сызранью. Операция прошла в точности по плану командира, благодаря «широкому манёвру» — впоследствии излюбленному способу ведения боевых действий Каппеля, сочетание которого с «глубоким обходом» всегда приводило к громким победам над красными. Сызрань была взята внезапным ошеломляющим ударом.
Уже первые бои, проведённые В. О. Каппелем, показали, что офицер-генштабист, проведший всю Великую войну в штабах сначала кавалерийских дивизий, а затем в штабе Юго-Западного фронта, способен блестяще применять полученные знания и опыт на практике. В основе его успешных действий лежал прежде всего точный расчёт и учёт специфики Гражданской войны, взвешенная оценка как собственных сил, так и сил противника. Он скрупулёзно  взвешивал степень допустимого риска непосредственно на поле боя, и именно поэтому его удары были столь сокрушительны.
Взяв 11 июня 1918 года Сызрань, 12 июня отряд добровольцев Каппеля уже возвращается в Самару, откуда по Волге перебрасывается к Ставрополю (совр. Тольятти) с задачей взять город. Попутно отряд очищает от красных войск противоположный берег Волги.
Через месяц, 10 июля, Каппель уже даёт новый бой под Сызранью, занятой было вновь красными войсками, и наносит поражение Пензенской пехотной дивизии РККА под командованием Я. П. Гайлита и возвращает город под контроль КОМУЧа. Вслед за этим последовали бои за Бугуруслан и Бузулук. Разгром Каппелем красных после тяжёлого боя у станции Мелекесс отбрасывает их к Симбирску, обезопасив этим Самару.
17 июля ударный сводный русско-чешский отряд (2 батальона пехоты, конный эскадрон, казачья сотня, 3 батареи) под командованием подполковника Каппеля выступает на Симбирск, и совершив 150-километровый марш-бросок, берёт город 21 июля 1918 г.
Симбирск оборонялся превосходящими силами красных (около 2000 человек и сильная артиллерия) под командованием ставшего известным впоследствии советского военачальника Г. Д. Гая, плюс на стороне оборонявшихся было преимущество в выборе позиции для обороны города. Главнокомандующий Восточным фронтом РККА И. И. Вацетис в своей телеграмме от 20 июля 1918 г. приказывал «Симбирск оборонять до последней капли крови».
Однако Гай ничего не смог противопоставить «коронному» внезапному фланговому манёвру Каппеля, ранним утром 21 июля сбившего красную оборону Симбирска и, перерезав железную дорогу Симбирск—Инза, ворвавшемуся в город с тыла. Скорее всего, красные войска были плохо организованны.
Об очередном успехе В. О. Каппеля было торжественно объявлено в приказе № 20 по войскам Народной армии от 25 июля 1918 года:
22-го сего июля молодой Народной армией снова одержана большая победа: отряд подполковника Каппеля, выступивший из Сызрани 17 июля, прошёл в четыре перехода 140 вёрст и взял Симбирск. Захвачены громадные склады имущества, броневой поезд, подвижные составы, пароходы. Ещё днём и вечером 21 июля отряд разрушил железную дорогу от Симбирска на Инзу и лишил противника возможности выбраться из железного кольца, охватившего город.
Эта победа одержана, этот Суворовский марш совершён благодаря внутренней спайке частей, дисциплине, вере в себя, вере в своего начальника, вере в правое дело…

Блестящая работа боевых частей Народной армии до настоящего дня, дух этих частей, вера в победу пусть послужат примером для остальных частей Народной армии.
В день взятия Симбирска — 22 июля 1918 года Каппель был назначен командующим действующими войсками Народной армии; 25 июля приказом № 20 по войскам Народной армии его отряд — 1-я добровольческая (Самарская) дружина подполковника Каппеля — была развёрнута в Стрелковую бригаду особого назначения из двух полков (1-й и 2-й Самарские полки), лёгкой, гаубичной и конной батарей общей численностью в 3 тыс. человек.
24 июля 1918 года за победу под Симбирском приказом КОМУЧа № 254 В. О. Каппель был произведён в полковники. Примерно в то же время в полковники был произведен и командующий частями Народной армии в Воткинском районе Н. П. Альбокринов.
А. В. Ганин пишет, что войска Народной армии действовали в это время в трёх направлениях:
- Северная группа войск под командованием Генерального штаба полковника В. О. Каппеля и полковника А. П. Степанова;
- Центральная группа войск под командованием полковника А. С. Бакича;
- Южная группа войск под командованием Генерального штаба подполковника Ф. Е. Махина, подчинённого 21 июля 1918 г. полковнику Бакичу.

Со взятием Симбирска операции Народной армии развиваются в двух направлениях: от Сызрани на Вольск и Пензу, от Симбирска — на Инзу и Алатырь и по обоим берегам Волги к устью Камы. 7 августа войска, действовавшие в районе Ставрополя, сводятся в 3-ю стрелковую дивизию Народной армии в составе 9-го Ставропольского, 10-го Бугурусланского, 11-го Бузулукского и 12-го Бугульминского стрелковых полков. Приказом по армии № 31 от 12 августа начальником дивизии был назначен генерал-лейтенант С. Н. Люпов.
К началу августа 1918 г. «территория Учредительного собрания» простиралась с запада на восток на 750 вёрст (от Сызрани до Златоуста, с севера на юг — на 500 вёрст (от Симбирска до Вольска). Под его контролем кроме Самары, Сызрани, Симбирска и Ставрополя-Волжского находились также Сенгилей, Бугульма, Бугуруслан, Белебей, Бузулук, Бирск, Уфа. К югу от Самары отряд подполковника Махина взял Хвалынск и подступил к Вольску. Чехи под командованием подполковника Войцеховского заняли Екатеринбург.

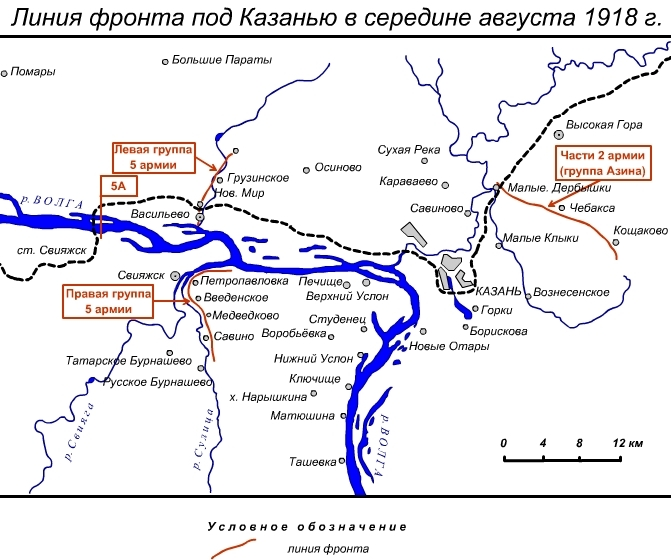
Бои за Казань в августе 1918 года

Успехи Каппеля напугали большевистское руководство, да и падение Симбирска — родины «вождя мирового пролетариата» — произвело огромное отрицательное впечатление в Москве. Троцкий требует подкреплений, объявляет «революцию в опасности» и лично направляется на Волгу. Все возможные силы красных в срочном порядке направляются на Восточный фронт. В итоге против Симбирска и Самары были развёрнуты следующие силы красных: 1-я армия М. Н. Тухачевского в составе 7 тыс. штыков и 30 орудий, а также Вольская дивизия из состава 4-й армии. В Казани же под личным руководством командующего Восточным фронтом И. И. Вацетиса сосредотачивалась 5-я советская армия в составе 6 тыс. бойцов, 30 орудий, 2-х бронепоездов, 2-х аэропланов и 6 вооружённых пароходов. Выбор направления нового удара вызвал множество споров. Главный штаб белых сил в Самаре в лице полковника С. Чечека, полковника Н. А. Галкина и полковника П. П. Петрова настаивал на нанесении главного удара на Саратов, имевший стратегическое значение для Народной армии. Полковник В. О. Каппель, А. П. Степанов, В. И. Лебедев, Б. К. Фортунатов отстаивали необходимость удара в направлении на Казань. В результате намеченная командованием демонстрация превратилась во взятие города частями Каппеля и Степанова.

Выдвинувшись 1 августа из Симбирска на пароходах, флотилия Народной армии, разгромив в устье Камы вышедшую навстречу флотилию красных, 5 августа уже создала угрозу Казани, высадив десанты на пристани и на противоположном берегу Волги. Каппель с тремя ротами направился на восток, в обход города, в то время как чехи повели наступление на город от пристани. 6 августа в середине дня Каппель вошёл в город с тыла, вызвав панику в рядах оборонявшихся. Тем не менее, сражение затягивалось из-за упорнейшего сопротивления латышских стрелков (советский 5-й Латышский полк), начавших было даже теснить чехов обратно к пристани. Решающим оказался переход на сторону белых 300 бойцов Сербского батальона майора Благотича, размещавшихся в Казанском кремле, который в решающий момент нанёс красным неожиданный фланговый удар. В результате, сопротивление латышей было сломлено:
5-й Латышский полк целиком, во главе с командиром его, сдался нам. Это был единственный случай за всю Гражданскую войну, когда латышские части сдавались.
Военно-полевой суд приговорил их, как иностранцев, к расстрелу.

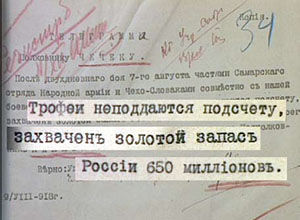
Телеграмма Каппеля о взятии Казани

После двухдневных тяжёлых боёв, несмотря на численное превосходство красных, а также наличие серьёзных укреплений у обороняющейся стороны, 7 августа к полудню Казань была взята совместными усилиями Самарского отряда Народной армии, её боевой флотилии и чехословацких частей. Трофеи «не поддавались подсчёту», был захвачен золотой запас Российской империи (Каппель сделал всё, чтобы вовремя вывезти его из Казани и сохранить его для Белого движения). Потери Самарского отряда составили 25 человек.
Что касается оборонявшихся в Казани красных, то о них лучше всего доложил лично Ленину И. И. Вацетис, командовавший Восточным фронтом вместо убитого Муравьёва: «… в своей массе они оказались к бою совершенно неспособными вследствие своей тактической неподготовленности и недисциплинированности». При этом сам командующий красным Восточным фронтом чудом избежал плена.
Значение взятия Казани войсками В. О. Каппеля:
- на сторону белых в полном составе перешла находившаяся в Казани Академия Генерального штаба во главе с генералом А. И. Андогским;
- благодаря успеху войск Каппеля удалось восстание на Ижевском и Воткинском заводах;
- красные войска ушли с Камы по реке Вятке;
- Советская Россия лишилась камского хлеба;
- были захвачены огромные склады с вооружением, боеприпасами, медикаментами, амуницией, а также с частью золотого запаса России (650 млн золотых рублей в монетах, 100 млн рублей кредитными знаками, слитки золота, платины и другие ценности).

Сразу после взятия Казани Каппель на собрании офицеров Генерального штаба в Казани настаивает на дальнейшем наступлении на Москву через Нижний Новгород, поскольку долговременная позиционная оборона в ситуации, сложившейся сразу после взятия Казани, не представлялась возможной. Каппель предложил Галкину, Лебедеву и Фортунатову развить успех — с ходу взять и Нижний Новгород, а с ним и вторую часть золотого запаса России, что наверняка лишило бы советское правительство «козырей» на переговорах с Германией: до подписания «Дополнительных соглашений» в Берлине оставалось всего 20 дней. Но штабная «тройка», а также чехи, ссылаясь на отсутствие резервов для обороны Самары, Симбирска и Казани, категорически воспротивились плану полковника.
Вместо наступления эсеры предпочли ограниченную оборону, что стало крупной стратегической ошибкой КОМУЧа, ибо несмотря на все призывы приток добровольцев в Народную армию был слабым. Самара не дала дополнительных резервов, заявив, что Казань должна держаться своими силами. Решение эсеровского руководства («Сначала закрепить завоёванное, а потом двигаться дальше») окончилось поражением.
Тем временем, опасения Главного штаба в Самаре оправдывались: большевистское командование прикладывало все силы, чтобы вернуть Казань — в Свияжск, где укрепились отступившие от Казани остатки разбитых красных войск, лично прибыл народный комиссар по военным делам и председатель Высшего военного совета РСФСР Л. Д. Троцкий, развивший там энергичную деятельность и применявший самые жесткие меры к установлению дисциплины в разрозненных и деморализованных красных войсках.
5-я советская армия быстро получила подкрепления благодаря остававшемуся в руках большевиков стратегически важному мосту через Волгу, и в скором времени Казань оказалась окружена красными с трёх сторон.
Из состава Балтийского флота большевистское руководство перебросило на Волгу 3 миноносца, а местные волжские пароходы красных были вооружены тяжёлыми морскими орудиями. Преимущество на воде быстро перешло к красным. Силы добровольцев таяли, а красные, наоборот, усиливали свой напор, направив на Волгу свои лучшие войска — латышские полки.
В последующих неудачах Народной армии главную роль сыграло полное отсутствие резервов, не подготовленных эсеровским руководством КОМУЧа, несмотря на время, которое Каппель им дал своими первыми успехами на Волге, несмотря на те возможности, которые давали огромные территории, находившиеся под контролем КОМУЧа, в плане мобилизации.
Каппелю же вместо похода на Москву уже через неделю после взятия Казани — 14 августа — пришлось спешно возвращаться в Симбирск, где положение Народной армии резко ухудшилось — на город наступали части 1-й армии Тухачевского. 14−17 августа 1918 года под Симбирском прошло ожесточённое сражение, в котором Каппель проявил себя талантливым тактиком. На третий день жестокого, упорного боя Тухачевский был вынужден отойти и перенести свой штаб к Инзе, вёрст на 80 западнее Симбирска.
Тем временем, была произведена реорганизация Народной армии: 15 августа было создано оперативное объединение — Поволжский фронт, разделявшийся на Казанскую, Симбирскую (обе под командованием В. О. Каппеля), Сызранскую, Хвалынскую, Николаевскую, Уральского войска, Оренбургского войска и Уфимскую войсковые группы. С 20 августа командующий фронтом — полковник С. Чечек. В составе Поволжского фронта были объединены все русские и чехословацкие войска.
В Казани предполагалось развернуть Казанский отдельный корпус из двух дивизий, однако времени для этого не оставалось. Попытки полковника Чечека организовать снабжение и подготовку пополнений для Народной армии встречали противодействие со стороны Галкина и Лебедева. Путаницу в управлении Поволжским фронтом усугубляло и то, что новый командующий подчинялся не местной власти, а командованию Чехословацкого корпуса, которое к тому же находилось в Сибири.
Не успев завершить операцию под Симбирском, едва приступив к разработке плана преследования отступающих красных войск Тухачевского, Каппель получает приказ срочно вернуться в район Казани для участия в боях за Свияжск, куда и отправляется вместе со своей бригадой на пароходах 25 августа.
Бригада Каппеля в это время состоит из двух стрелковых полков и конного эскадрона при трёх артиллерийских батареях, общей численностью около 2000 человек при 10−12 орудиях.
В боях за Свияжск Каппелю первоначально сопутствовал успех — части его бригады ворвались на станцию, едва не захватив штаб 5-й армии и личный поезд Троцкого — однако в это время к красным подошло подкрепление, и части 5-й армии при поддержке корабельной артиллерии начали охватывать левый фланг бригады. Ввиду подавляющего превосходства противника Каппелю пришлось отказаться от взятия Свияжска, однако проведённая операция хотя бы на время облегчила положение Казани. Каппель продолжал настаивать на повторном наступлении на Свияжск, однако, как и ранее под Симбирском, ему не удалось завершить начатое — бригада в срочном порядке вызывалась к Симбирску, положение которого резко ухудшилось.
Провал намеченной реформы по внедрению в Народной армии корпусной системы был обусловлен крахом мобилизационных мероприятий, которые, в свою очередь, потерпели неудачу из-за продолжавшегося и ставшего необратимым падения авторитета КОМУЧа и, как следствие, разложения социальной опоры власти. Особо непримиримыми были позиции рабочего класса Поволжья. Так, постановление общего собрания мастеровых и рабочих Самарских мастерских депо гласило:
Протестовать против этой мобилизации и требовать от членов Учредительного собрания прекращения братоубийственной войны
Одновременно с объявлением мобилизации эсеровское руководство КОМУЧа вернулось к своей старой идее об опоре на крестьянство. Для консолидации крестьянства вокруг КОМУЧа и успешного проведения мобилизации правительство организовало созыв сельских сходов, волостных и уездных крестьянских съездов. Результаты оказались неблагоприятными для эсеров: крестьянство отказывалось участвовать в Гражданской войне, принимали решение не давать новобранцев и даже не платить налоги, если они пойдут на ведение войны. Будучи же мобилизованными, крестьяне и рабочие отказывались воевать против большевиков, при первом же удобном случае разбегались по домам или сдавались в плен красным, арестовав своих офицеров.
Провал мобилизации окончательно испортил и без того натянутые отношения между офицерством и эсеровским правительством. Эсеры обвиняли офицеров в реакционности, враждебном настрое к демократии, стремлении к военной диктатуре. Офицерство же винило КОМУЧ в политической близорукости, излишней подозрительности, некомпетентном вмешательстве в военную сферу. Кадровое же офицерство, уклонявшееся ранее от службы в Народной армии в силу своих убеждений, теперь занялось активной антиправительственной деятельностью. Дело дошло даже до того, что группа офицеров Главного военного штаба обратилась к командующему Поволжским фронтом полковнику С. Чечеку с предложением арестовать КОМУЧ. После его отказа та же группа направила своих делегатов на юг к генералу М. В. Алексееву с предложением об организации переворота, свержении власти эсеров и провозглашении диктатуры.
К началу сентября наступление Народной армии окончательно выдыхается: Северная группа останавливает своё наступление под Свияжском, Хвалынская — под Николаевском.
Осенью 1918 года Народная армия находилась в отчаянном положении: её немногочисленные отряды на фронте уже не могли сдержать многократно превосходившие их силы большевиков. В этой ситуации наиболее боеспособная бригада В. О. Каппеля играла роль своеобразной «пожарной команды», являясь, по существу, единственным мобильным резервом Народной армии на огромном участке фронта от Казани до Симбирска.
5 сентября начинается общее наступление советского Восточного фронта. Основные сражения разворачиваются вокруг Казани, где красные создали четырёхкратное превосходство над малочисленными силами оборонявшего город полковника А. П. Степанова, состоявшими из одних офицеров и добровольцев. Дать серьёзного боя в таких условиях не удалось, и в итоге под натиском с трёх сторон Казань была сдана 11 сентября.
Падение Казани поставило под удар и Симбирск. 9 сентября красные перешли в наступление в районе Буинска и, отбив все контратаки, к 11 сентября сумели перерезать железную дорогу Симбирск-Казань и тракт Сызрань-Симбирск, прижав оборонявшихся к Волге.
Катастрофа на севере привела к резкому ухудшению положения и на юге: несмотря на все попытки остановить наступление красных, 12 сентября был оставлен Вольск, потом — Хвалынск. Оборонявшие их части 2-й стрелковой Сызранской дивизии стягивались к Сызрани.
К Симбирску Каппель подошёл от Казани лишь 12 сентября, город к этому моменту уже эвакуировался. Упорные попытки его бригады вернуть город успехом не увенчались.
Теперь Каппелю предстояло решать сложную и трудную задачу другого рода: защищать направление на Уфу и Бугульму и одновременно прикрывать отступление из-под Казани Северной группы полковника Степанова. Эта задача была полностью выполнена, несмотря на тяжёлую обстановку: скверная погода, упадок духа, несогласие с чехами, неналаженность снабжения продовольствием.
Каппелю удаётся наладить оборону на левом берегу Волги напротив Симбирска, присоединив к своей Симбирской группе все отступившие от города части. 21 сентября Каппель наносит контрудар по переправившимся на левый берег красным войскам и сбрасывает их в Волгу. До 27 сентября Каппель сумел продержаться на левом берегу, обеспечив этим возможность отходившим из-под Казани частям Народной армии соединиться с ним на станции Нурлат. С 3 октября изрядно потрёпанные части под командованием Каппеля начали с упорными боями медленно и в порядке отступать на Уфу. Общая численность войск полковника Каппеля к этому времени составляла 4460 штыков и 711 сабель при 140 пулемётах, 24 тяжёлых и 5 лёгких орудиях. Только такое большое количество пулемётов и позволяло каппелевцам успешно вести бои.
Последствия сентябрьского разгрома и начавшееся отступление усугубили процесс разложения Народной армии. Оставление основных территорий и огромные потери негативно отражались на настроении войск. КОМУЧ пытался восстановить положение при помощи репрессивных мер, однако их результат в условиях развала оказался минимальным. Паралич же правительственной и военной властей привёл к отпаданию от КОМУЧа его последней опоры — фронтового офицерства и добровольцев.

## Роспуск Народной армии
В это время в Уфе открылось Государственное совещание, на котором 23 сентября было образовано Временное Всероссийское правительство (Уфимская Директория), объединившее и заменившее собою КОМУЧ, а также соперничавшие с ним Временное Сибирское правительство Вологодского, а позднее — и Временное Сибирское правительство Дербера.
С введением указом Временного Всероссийского правительства № 2 от 24 сентября 1918 г. должности Верховного главнокомандующего всеми сухопутными и морскими силами России и созданием его штаба началась реорганизация Военного ведомства Народной армии и его структурных подразделений.
28 сентября 1918 г. генерал В. Г. Болдырев был назначен Верховным главнокомандующим всеми сухопутными и морскими вооружёнными силами России.
С созданием приказом Верховного главнокомандующего № 19 от 24 октября 1918 г. комиссии по реорганизации бывшей Народной армии и назначением председателем комиссии и генералом для поручений при Верховном главнокомандующем бывшего управляющего Военным ведомством генерал-майора Галкина, Военное ведомство прекратило своё существование.
Народная армия формально вошла в состав единой армии Уфимской директории, однако непосредственно на самих воинских частях эти преобразования никак не отразились: для них, переживавших кризис и сражающихся изо всех сил с многократно превосходящим противником, мало что изменилось. КОМУЧ не пользовался никогда в войсках авторитетом, но и к избранию Уфимской Директории войска отнеслись также равнодушно. Надеялись лишь, что новой власти удастся добиться помощи от «союзников», так как фронт переживал тяжёлые неудачи и уже чувствовалось, что на Волге удержаться вряд ли удастся.
Объединение Сибирской и Народной армий не привело к успеху: новое командование не смогло правильно и вовремя использовать имевшиеся возможности, а Народная армия продолжала оставаться предоставленной самой себе. В результате отступление продолжалось, и Волга была полностью занята большевиками: 3 октября 1918 г. пала Сызрань, 8 октября — бывшая столица КОМУЧа Самара.

Участник этих событий П. П. Петров писал: 
Самара продержалась всего четыре месяца; первые три месяца были временем успехов и больших надежд; последний — временем агонии фронта.
В истории всего Белого движения на Востоке эти четыре месяца имеют, конечно, большое значение: Поволжский фронт прикрывал работу Сибири и Урала, дал значительную материальную часть для борьбы уральцам, Оренбургу, Уфе; наконец, дал золотой запас в 650 млн рублей.

Для нас, участников борьбы на Волге в рядах так называемой Народной армии, самарские дни, когда мы были «детями Учредилки»… несмотря на печальный конец, являлись самыми отрадными воспоминаниями в течение последующих лет борьбы.

## Состав
Наиболее боеспособное ядро Народной армии составляла добровольческая Отдельная стрелковая бригада (Стрелковая бригада особого назначения) под командованием полковника В. О. Каппеля, сформированная 25 июля из Самарского Добровольческого Партизанского отряда, которым Каппель командовал с первого дня создания Народной армии. Именно каппелевцам удалось добиться наибольших успехов за всё время существования Народной армии — взятие Сызрани (дважды — 11 июня и 10 июля), Симбирска (21 июля), Казани (7 августа).
15 августа было создано оперативное объединение русских и чехословацких войск — Поволжский фронт под командованием полковника С. Чечека (с 20 августа 1918), разделявшийся на Казанскую, Симбирскую (обе под командованием В. О. Каппеля), Сызранскую, Хвалынскую, Николаевскую, Уральского войска, Оренбургского войска и Уфимскую войсковые группы. Полки были сведены в три стрелковые дивизии.
Осенью 1918 года под ударами превосходящих сил РККА — 1-й армии М. Н. Тухачевского и 5-й армии — части Народной армии были вынуждены оставить контролируемые ими территории Поволжья и отойти на восток и юго-восток. Поражение Народной армии стало результатом отсутствия у КОМУЧа широкой социальной базы и, как следствие, провала мобилизационных планов, а также нарастающего конфликта между эсеровским правительством и офицерским составом Народной армии.
Поволжский фронт был упразднён 12 октября с образованием Западного фронта армии Уфимской директории.
Осенью 1918 года в ходе объединения антибольшевистских вооружённых сил Востока России Народная армия была упразднена, а её отступившие на восток части были переформированы в 1-й Волжский армейский корпус.

## Символика и знаки различия
Отличительным знаком сражавшихся в рядах армии была Георгиевская лента, которую носили на околыше фуражки (вместо кокарды). На левом рукаве также носилась белая повязка.
В Народной армии КОМУЧа существовали следующие воинские звания и знаки различия для них:
| Знаки различия |                 |                   |                 |                 |                 |
| Звание         | Генерал         | Генерал-лейтенант | Генерал-майор   | Полковник       | Подполковник    |
| Категории      | Младшие офицеры | Младшие офицеры   | Младшие офицеры | Младшие офицеры | Младшие офицеры |
| Знаки различия |                 |                   |                 |                 |                 |
| Звание         | Капитан         | Штабс-капитан     | Поручик         | Подпоручик      | Прапорщик       |

| Унтер-офицерский и рядовой состав | Унтер-офицерский и рядовой состав | Унтер-офицерский и рядовой состав | Унтер-офицерский и рядовой состав | Унтер-офицерский и рядовой состав | Унтер-офицерский и рядовой состав | Унтер-офицерский и рядовой состав |
| Категории                         | Унтер-офицеры                     | Унтер-офицеры                     | Унтер-офицеры                     | Унтер-офицеры                     | Нижние чины                       | Нижние чины                       |
| --------------------------------- | --------------------------------- | --------------------------------- | --------------------------------- | --------------------------------- | --------------------------------- | --------------------------------- |
| Знаки различия                    |                                   |                                   |                                   |                                   |                                   |                                   |
| Звание                            | Подпрапорщик                      | Фельдфебель                       | Старший унтер-офицер              | Младший унтер-офицер              | Ефрейтор                          | Рядовой                           |

## Комментарии
1. ↑  Особенно конкурировавшее с правительством Вологодского.
2. ↑  Всероссийского учредительного собрания.
3. 1 2  На примере стрелковых частей.